# Gilles Derot
Gilles Derot, né le 10 mai 1963 à Pont-Saint-Esprit, est un joueur international puis entraîneur français de handball.
Évoluant au poste de demi-centre, il remporte notamment quatre titres de champion de France et trois Coupes de France avec l'USAM Nîmes et est sélectionné à 167 reprises en France entre 1984 et 1992.
Il passe ensuite 31 ans à l'Istres Provence Handball en tant que joueur puis entraîneur de l'équipe professionnelle ou du centre de formation.

## Biographie
Formé au SMUC Marseille, il y atteint la finale du Championnat de France en 1983. La même année, il décide de rejoindre l'USAM Nîmes. Il y remporte quatre titres de champion de France (1988, 1990, 1991 et 1993) et trois Coupes de France (1985, 1986 et 1994).
International français depuis 1984, son fils Théo nait le 17 juin 1992, soit quinze jours seulement avant les Jeux olympiques de Barcelone : Daniel Costantini décide finalement de ne pas le sélectionner pour qu'il puisse rester auprès de sa femme et de son fils, si bien que Gilles Derot n'est pas de l'aventure qui voit l'équipe de France atteindre pour la première fois le podium d'une compétition internationale, bien que Gilles Derot étant alors un cadre de Daniel Costantini.
En 1994, après la liquidation judiciaire de l'USAM Nîmes 93, il rejoint l'Istres Sports, club ambitieux entraîné par son frère Jean-Louis Derot. Le club termine premier de sa poule de Nationale 1 Fédérale (D2), un point devant Nîmes, et assuré d'accéder à l'élite, les Istréens et la fratrie Derot concluent la saison en beauté avec le titre de champion du monde remporté par Bruno Martini et Les Barjots puis en devenant champion de France de Nationale 1 Fédérale après la victoire en finale face au Sporting Toulouse 31.
Si le club termine sa première saison en Division 1 à une honorable huitième place, l'année 1996 se termine par le renvoi de l'entraîneur Jean-Louis Derot, plombé par les mauvais résultats du club, et finalement la relégation du club au terme de la saison. Gilles Derot reste néanmoins à Istres jusqu'en 1999.
Mais dès 1998, il se rapproche du banc de touche en devenant l'entraîneur-adjoint au club. Puis en 2000, il devient entraîneur principal de l'équipe professionnelle aux côtes de Michel Cicut. Il le restera jusqu'en 2004, puis de 2006 à 2007 et enfin de 2013 à 2025, étant entraîneur du centre de formation de 2004 à 2006 et de 2007 à 2013, toujours à Istres. Gilles Derot a conduit Istres à un titre de Champion de France de Division 2 en 2018 et deux autres accessions en 2014 et 2024.

### Liens de famille
Son frère Jean-Louis Derot, a également remporté un titre de champion de France avec l'USAM Nîmes à la fin des années 1980. Gilles Derot a également évolué à Nîmes avec son beau-frère Christian Gaudin, double champion du monde en 1995 et 2001. Enfin, son fils Théo Derot a été formé puis a signé son premier contrat professionnel Istres Ouest Provence Handball entrainé par Gilles Derot.

## Palmarès

### Joueur en club
- Championnat de France
  - Vainqueur (4) : 1988, 1990, 1991 et 1993
  - vice-champion (5) 1983, 1986, 1987, 1989 et 1994
- Vainqueur de la Coupe de France
  - Vainqueur (3) : 1985, 1986, 1994
  - Finaliste (1) :  1989
- Championnat de France de D2
  - Vainqueur (1) : 1995
  - vice-champion (1) : 1998

### Joueur en équipe nationale

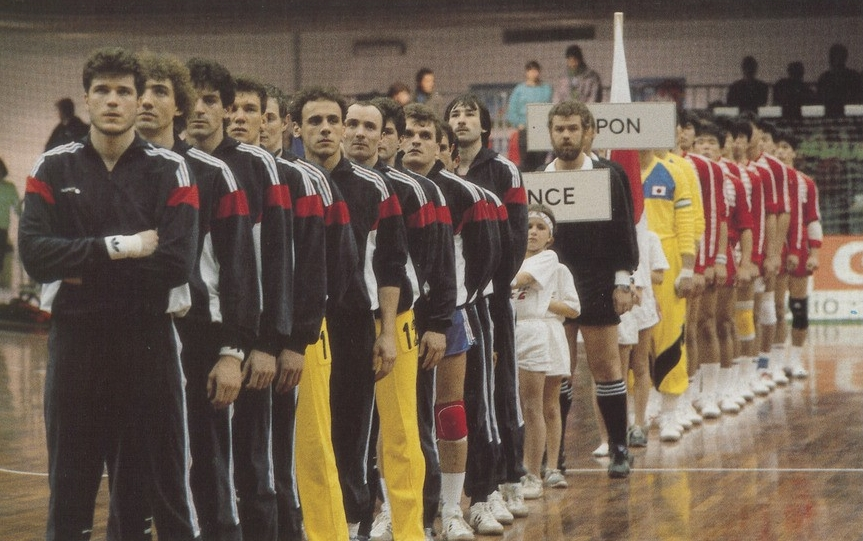
Gilles Derot (sixième joueur) et les Français lors au Championnat du monde B 1987.

- Vainqueur du Championnat du monde C 1986
- 8e place au Championnat du monde B 1987
- Finaliste des Jeux méditerranéens de 1987
- 5e place au Championnat du monde B 1989
- 9e place au Championnat du monde 1990

### Entraîneur
- Championnat de France de Division 2
  - Vainqueur en 2018
  - Deuxième/finaliste en 2014 et 2024